# Luis Salinas
Luis Salinas (Monte Grande, Buenos Aires, 24 de junio de 1957) es un guitarrista, cantante y compositor argentino.

## Biografía
Luis Salinas nació en Monte Grande, ciudad muy cercana a Buenos Aires, el 24 de junio de 1957. La influencia de su padre y de su padrastro, ambos músicos, lo animaron a tocar la guitarra desde muy pequeño, “el gusto por tocar todos los géneros viene de ahí”, explicó. Pese a haber comprado su primera guitarra a los 27 años, la pasión por la guitarra venía desde la cuna. 
El lugar que marcaría un antes y un después en su carrera fue “El papagayo”, célebre pub, donde tocó durante ocho años.
Es un músico autodidacta, el cual no estudió en ningún conservatorio, gran improvisador, de original capacidad interpretativa. 
Compartió experiencias con varios grandes del folklore y del tango, como Adolfo Ábalos y Horacio Salgán. También tocó con Egle Martin, Jaime Torres y grabó un disco de tango con María Graña.
Lleva grabados más de diez discos hasta 2012, entre ellos, “Música Argentina 1 y 2” donde tocando la guitarra criolla hizo un recorrido por el folklore y el tango, “Ahí va”, por el que recibió su segundo premio Gardel, en el cual vuelve al sonido eléctrico del latín jazz. "Luis Salinas y amigos en España", se grabó en 2004 en Barcelona junto a músicos de la calidad de Tomatito, Horacio Fumero, Oscar Giunta, Javier Colina, Jorge Bonell, Jorge Pardo y Perico Sambeat entre otros. 
En mayo de 2006 presentó su CD doble, Muchas cosas. Durante su carrera ha tocado con grandes músicos como B.B. King, Hermeto Pascoal, George Benson, Paco de Lucía, Scott Henderson, Chucho Valdés, Dave Holland, etc.
También compartió discos con Lito Vitale, Chico Novarro, Chango Nieto, Hugo Rivas y fue convocado por el Chango Farías Gómez en 2005 para participar de "Corazón libre", disco de Mercedes Sosa. Compartió el escenario del Teatro Colón con Dino Saluzzi.
Tomatito lo describe así: “Cuando lo conocí a Luis alumbró mi carrera. Aparte de ser un enamorado de su música y de su talento, con Luis aprendí que la música es algo más que una expresión, que es una forma de desarrollarse artística y personalmente. Luis es uno de los mejores guitarristas del mundo, técnicamente y en el gusto personal. Es simplemente completo”.
Es un improvisador nato con una original capacidad interpretativa. Antes de lograr el reconocimiento mundial, Salinas fue aceptado en casa. El mismo Luis dice: "Todos tenemos una condición natural para algo. No es lo que te gusta, sino lo que podés hacer. El resto es trabajar. No pretendo ser mejor que alguien. Quiero ser el mejor Salinas posible. Mi música, más que nada tiene que ser fluida y sincera; si uno no se emociona, el público tampoco".
En 2008 abrió la edición de la 8° luna del Festival folklórico de Cosquín, y después compartió escenario con Mercedes Sosa.
Su carrera internacional comenzó con la edición del disco "Aire de tango", grabado en Suecia. Cuando Salinas tocaba en Oliverio firmó por el sello GRP. Con el productor Tommy Li Puma (productor de Al Jarreau y Miles Davis) grabó dos discos en Nueva York, "Salinas" y "Rosario".
También tocó con BB King en tres conciertos en Buenos Aires, São Paulo y Río de Janeiro. En Europa participó de los festivales más importantes, colaborando con Bireli Lagrene, Tomatito y con Paco de Lucía. 
Fue invitado a Cuba por Chucho Valdés, y fue jurado en el Festival de La Habana junto a Michel Legrand. Allí tocó ante 30 mil personas junto al grupo Irakere y Chucho Valdés. También ha actuado en los principales teatros de Costa Rica, Puerto Rico, Colombia, Venezuela y Panamá.
En 2010 salió a la venta "Sin tiempo", un álbum triple.
Participó en 2012 en la "Cumbre de guitarras" realizada en Chile junto a Scott Henderson. 
En 2014 hizo una gira en la Costa Atlántica y tocó junto a Diego El Cigala en el Teatro Sha de Buenos Aires.
En 2015 toca junto a su hijo Juan Salinas también guitarrista destacado, y también Participa en el álbum/libro homenaje a Paco de Lucía. 
En 2016 publica otro álbum triple titulado "El Tren".

## Discografía
- Salinas, 1996
- El Guitarrazo, 1999
- Solo guitarra, 2000
- Rosario, 2001
- Música argentina 1, 2002
- Música argentina 2, 2002
- Ahí Va, 2003
- Salinas y amigos en España, 2004
- Muchas cosas (2CD), 2006
- En vivo en el Rosedal, 2006
- Clásicos de Música Argentina (5CD BOX), 2007
- Luis Salinas, Tomatito, Lucho González – El Guitarrazo (CD Polydor) 2008
- Luis Salinas En vivo - Día 1 (Presentación Clásicos de Música Argentina) 2009
- Luis Salinas En vivo - Día 2 - TANGO (Presentación Clásicos de Música Argentina) 2009
- Luis Salinas En vivo - Día 3 (Presentación Clásicos de Música Argentina) 2010
- Sin tiempo (3CD) 2010
- El tren (5CD, en 3 partes: Solo guitarra, 1CD; Solo Salinas, 2CD; y Latín rock, 2 CD) 2016

## Premios
| Premio           | Rubro                                                                    | País      | Año  |
| ---------------- | ------------------------------------------------------------------------ | --------- | ---- |
| Gardel           | Mejor álbum de folclore Música argentina volumen 1 y 2                   | Argentina | 2003 |
| Gardel           | Mejor álbum de jazz Ahí va                                               | Argentina | 2004 |
| Konex de Platino | Mejor solista instrumental de la última década                           | Argentina | 2005 |
| Gardel           | Mejor álbum de jazz Luis Salinas y amigos en España                      | Argentina | 2006 |
| Diploma          | "Personalidad destacada de la cultura" Salón Dorado, Palacio Legislativo | Argentina | 2006 |

## Países donde se presentó

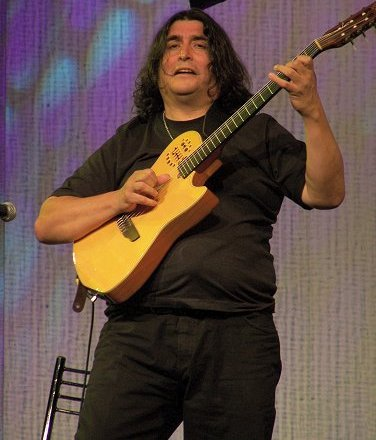
Salinas en el año 2011.

- Argentina
- Australia
- Colombia
- Francia
- Paraguay
- Suecia
- Brasil
- Costa Rica
- Estados Unidos
- Guatemala
- Honduras
- Italia
- Perú
- Suiza
- Chile
- Cuba
- España
- México
- Panamá
- Portugal
- Uruguay
- Venezuela
- Bolivia

## Filmografía
- 1996 - Bienvenida Casandra